# Championnat du monde masculin de handball 1964
Navigation
Allemagne de l'Ouest 1961 Suède 1967
Le Championnat du monde masculin de handball 1964 est la cinquième édition Championnat du monde masculin de handball, disputé du 6 au 15 mars 1964 en Tchécoslovaquie. Organisée en pleine guerre froide, la compétition est « aussi une contribution des sportifs pour écarter la menace de la guerre thermo-nucléaire qui rejetterait l'humanité entière de plusieurs millénaires en arrière dans son évolution »
et ainsi contribuer au relâchement des tensions.
Après une médaille de bronze puis deux médailles d'argent lors des trois éditions précédentes, les hôtes espèrent enfin remporter leur premier titre et s'en donnent les moyens en gagnant leurs trois matches du tour préliminaire : dans le groupe C, les Tchécoslovaques sont ainsi qualifiés en compagnie du Danemark tandis que la Suisse et la France sont éliminées. Dans le groupe A, un match à trois oppose les deux Allemagnes (RFA et RDA évoluent désormais de manière séparée) et la Yougoslavie, les États-Unis perdant nettement leurs trois matchs : les Yougoslaves ayant réalisé deux matches nuls face aux deux Allemagnes, la défaite des Est-Allemands face aux Ouest-Allemands les élimine de la compétition. Dans le groupe B, la Suède, la Hongrie et l'Islande terminent avec chacune deux victoires pour une défaite, l'Islande étant éliminée en raison d'un plus mauvais rapport de buts. Enfin, dans le groupe D, la Roumanie remporte ses trois matches tandis que l'URSS, le Japon et la Norvège, tous à 2 points, sont départagés selon la différence de buts en faveur des Soviétiques. 
Lors du tour principal, la Roumanie détruit les espoirs de l'hôte Tchécoslovaque en remportant de justesse 16 à 15 la revanche de la finale de 1961. Dans l'autre groupe, les Suédois, malgré leur défaite contre la RFA, se qualifient pour la finale car les Allemands ont perdu contre la Hongrie et ont conservé le match nul concédé face à la Yougoslavie. Dans la petite finale, la Tchécoslovaquie domine la RFA 22 à 15 et remporte sa quatrième médaille consécutive. Victorieuse en finale de la Suède 25 à 22, la Roumanie conserve ainsi son titre.

## Présentation

### Qualifications
Les équipes qualifiées sont :
| Nombre | Moyen de qualification            | Qualifié(s)                                                                  |
| ------ | --------------------------------- | ---------------------------------------------------------------------------- |
| 1      | Organisateur                      | Tchécoslovaquie                                                              |
| 6      | Championnat du monde 1961         | Roumanie, Suède, Allemagne de l'Est, Allemagne de l'Ouest, Danemark, Islande |
| 1      | Tournoi de qualification africain | République arabe unie (Égypte)                                               |
| 1      | Qualifications américaines        | États-Unis                                                                   |
| 1      | Représentant asiatique            | Japon                                                                        |
| 6      | Qualifications européennes        | Norvège, France, Yougoslavie, Suisse, Hongrie, Union soviétique              |

Les résultats des tournois de qualification sont :
| Continent | Équipe 1              | Aller   | Total   | Retour  | Équipe 2   |
| --------- | --------------------- | ------- | ------- | ------- | ---------- |
| Afrique   | République arabe unie | –       | ?? – ?? | –       | Sénégal    |
| Amériques | Canada                | 15 – 17 | 32 – 33 | 17 – 16 | États-Unis |
| Europe    | Union soviétique      | 26 – 19 | 51 – 33 | 25 – 14 | Finlande   |
| Europe    | Norvège               | 17 – 9  | 30 – 25 | 13 – 16 | Pays-Bas   |
| Europe    | Espagne               | 16 – 13 | 24 – 29 | 8 – 16  | France     |
| Europe    | Yougoslavie           | 26 – 14 | 46 – 32 | 20 – 18 | Autriche   |
| Europe    | Luxembourg            | 16 – 29 | 28 – 65 | 12 – 36 | Suisse     |
| Europe    | Pologne               | 12 – 26 | 30 – 39 | 18 – 23 | Hongrie    |

### Modalités
Les 16 équipes sont réparties dans 4 groupes de 4 équipes. Les 2 premiers sont qualifiés pour le tour principal. Le résultat entre les deux équipes issues d’un même groupe du Tour préliminaire sont conservés. À l'issue du tour principal, les équipes classées aux mêmes rangs de chacun des deux groupes jouent l'une contre l'autre pour déterminer les places de 1 à 8. Les critères de départage sont :
1. nombre de points,
2. rapport des buts (buts marqués / buts reçus),
3. nombre de buts marqués,
4. tirage au sort si l'égalité subsiste.

Lors des finales, en cas d'égalité à la fin du temps réglementaire, le match est prolongé après cinq minutes de pause de deux fois cinq minutes de jeu. Si le match est encore nul après cette première prolongation, une seconde est disputée de deux fois cinq minutes après une pause de cinq minutes et changement de camp. Si l'égalité subsiste, les places sont partagées pour les places de 3 à 8e. En revanche, pour déterminer le titre de champion, un nouveau match serait joué le mardi 17 mars.

## Tour préliminaire

### Légende
- Qualifié pour le tour principal.
- Éliminé.

### Groupe A
|   | Équipe               | Pts | J | G | N | P | Bp | Bc | Diff |
| - | -------------------- | --- | - | - | - | - | -- | -- | ---- |
| 1 | Allemagne de l'Ouest | 5   | 3 | 2 | 1 | 0 | 50 | 37 | 13   |
| 2 | Yougoslavie          | 4   | 3 | 1 | 2 | 0 | 50 | 31 | 19   |
| 3 | Allemagne de l'Est   | 3   | 3 | 1 | 1 | 1 | 44 | 35 | 9    |
| 4 | États-Unis           | 0   | 3 | 0 | 0 | 3 | 25 | 66 | -41  |

Journée 1, vendredi 6 mars 1964, Gottwaldov
- à 17h00, Allemagne de l'Ouest - Yougoslavie 14-14 (8-8)
  - environ 6000 spectateurs
  - Allemagne : Graf (5), Mühleisen, Lübking (chacun 3), Lukas, Hönnige, Schwenker (chacun 1).
  - Yougoslavie : Žagmešter, Milković (chacun 4), Bjegović (3), Karadza (2), Dekaris (1).
- à 19h30, Allemagne de l'Est - États-Unis 20-9 (9-4)
  - Allemagne de l'Est : Hebler (6), Papusch (5), Müller (4), Leonhardt, Hirsch (chacun 2), Kaldarasch (1).
  - États-Unis : Landis (5), Drake (2), Hinrichs (1 but en tant que gardien de but), Kühn (1).

Journée 2, samedi 7 mars 1964, Gottwaldov
- à 17h15, Yougoslavie - États-Unis 22-3 (13-2) 
  - Yougoslavie : Karadza (7), Kocijan (5), Djuranec, Milković (chacun 4), Žagmešter, Stefanović (chacun 1)
  - États-Unis : Drake (2), Landis (1)
- à 19h30, Allemagne de l'Ouest - Allemagne de l'Est 12-10 (7-5)[9]
  - Allemagne de l'Ouest : Lübking (7), Bahrdt (2), Bartels, Graf, Lukas (chacun 1)
  - Allemagne de l'Est : Tiedemann, Hebler (chacun 3), Pappusch, Müller (chacun 2).

Journée 3, lundi 9 mars 1964, Uherské Hradiště
- à 17h15, Allemagne de l'Est - Yougoslavie 14-14 (10-7)
  - Allemagne de l'Est : Langhoff, Müller (chacun 4), Hirsch (3), Tiedemann (2), Zörnack (1)
  - Yougoslavie : Milković (5), Žagmešter (5), Karadza, Vidović, Sarenkapa, Djuranec (chacun 1)
- à 19h30, États-Unis - Allemagne de l'Ouest 13-24 (7-9)
  - États-Unis : Landis (8), Drake (2), Hattig, Theurer, Kühn (chacun 1)
  - Allemagne de l'Ouest : Schulmann (7), Graf (4), Struck (3), Schwenker, Lange, Bahrdt (chacun 2), Hönnige, Lukas (chacun 1)

### Groupe B
|   | Équipe                | Pts | J | G | N | P | Bp | Bc | Diff | Dép  |
| - | --------------------- | --- | - | - | - | - | -- | -- | ---- | ---- |
| 1 | Suède                 | 4   | 3 | 2 | 0 | 1 | 51 | 31 | 20   | 1,65 |
| 2 | Hongrie               | 4   | 3 | 2 | 0 | 1 | 45 | 36 | 9    | 1,25 |
| 3 | Islande               | 4   | 3 | 2 | 0 | 1 | 40 | 39 | 1    | 1,03 |
| 4 | République arabe unie | 0   | 3 | 0 | 0 | 3 | 28 | 58 | -30  | /    |

Journée 1, vendredi 6 mars 1964, Bratislava
- à 17h00, Suède - Hongrie 15-8 (8-5[8] ou 8–4[11])
  - Suède[12] : Jönsson, Almqvist (chacun 4), Carlsson (3), Kämpendahl, Jarlenius (chacun 2)
  - Hongrie[11] : Fenyő (3), Rácz (2), Stiller, L. Kovács, Kesjár (chacun 1) ; J. Kovács (GB), Klein, Baranyai, Tímár, Berkesi, Drobnits (chacun 0).
- à 19h30, Islande - République arabe unie 16-8 (8-5)
  - Islande : Hjálmarsson (5), Einarsson, Hallsteinsson, Jónsson (chacun 3), Kristinsson, Johannsson (chacun 1).
  - République arabe unie : Ahmader (4), El Chafei (2), Attia, Mohmed (chacun 1).

Journée 2, samedi 7 mars 1964, Bratislava
- à 17h15, Hongrie - République arabe unie 16-9 (9-3)
  - Hongrie[11] : Fenyő (7), L. Kovács, Rácz (chacun 3), Adorján, Baranyai, Tamásdi (chacun 1) ; J. Kovács (GB), Vígh, Berkesi, Dubán, Marosi (chacun 0).
  - République arabe unie : Allam (4), Hadi (3), El Chafei, Gharib (chacun 1).
- à 19h30, Suède - Islande 10-12 (5-7)
  - Suède[13] : Jarlenius (3), Jönsson (2), Carlsson, Kärrström, Akervall, Nedvall (chacun 1), Almqvist (1[9] ou 0[13]), Collin (0[9] ou 1[13]) ; Lindblom, Ring, Kämpendahl (chacun 0).
  - Islande : Óskarsson (5), Kristinsson, Hjálmarsson (chacun 3), Hallsteinsson (1).

Journée 3, lundi 9 mars 1964, Bratislava
- à 17h15, Islande - Hongrie 12-21 (7-9)[10]
  - Islande : Hjálmarsson (4), R. Jónsson, G. Jónsson  (chacun 3), Kristinsson (2).
  - Hongrie[11] : L. Kovács (6), Adorján (5[10] ou 6[11]), Racz (4[10] ou 3[11]), Fenyő, Stiller (chacun 3) ; J. Kovács(GB), Berkesi, Vígh, Baranyai, Tímár, Tamásdi (chacun 0).
- à 19h30, République arabe unie - Suède 11-26 (3-14), environ 3200 Zuschauer[10]
  - République arabe unie : Hadi, Ahmader, El Chafei (chacun 3), Ailam, Abdelkadar (chacun 1).
  - Suède[14] : Jönsson (6), Danell, Gustafsson, Kampehdahl (chacun 4), Almqvist (3), Jarnelius (2), Johannsson, Nedvall, Olsson (chacun 1).

### Groupe C
|   | Équipe          | Pts | J | G | N | P | Bp | Bc | Diff |
| - | --------------- | --- | - | - | - | - | -- | -- | ---- |
| 1 | Tchécoslovaquie | 6   | 3 | 3 | 0 | 0 | 63 | 35 | 28   |
| 2 | Danemark        | 4   | 3 | 2 | 0 | 1 | 53 | 40 | 13   |
| 3 | Suisse          | 2   | 3 | 1 | 0 | 2 | 38 | 56 | -18  |
| 4 | France          | 0   | 3 | 0 | 0 | 3 | 41 | 64 | -23  |

Journée 1, vendredi 6 mars 1964, Prague
- à 17h00, Tchécoslovaquie - France 23-14 (12-7)
  - Tchécoslovaquie : Duda Brůna (6), Mareš (5), Frolo, Trojan (chacun 3), Beneš, Havlík, Rada (chacun 1).
  - France : Silvestro (5), Mack (3), Hoinant (2), Vignat (2), A. Sellenet, Zellner (chacun 1).
- à 19h30, Suisse - Danemark 13-16 (5-9)
  - Suisse : Funk (GB) ; Seiler (4), Stebler (3), Walder, Wick (chacun 2), Gemperle, Schmid (chacun 1), Altorfer, Lehmann, Kühner (chacun 0).
  - Danemark[15] : Holst (GB) ; J. P. Hansen (4), Petersen (4[8] ou 3[15]), Graversen (3[8] ou 4[15]), Svendsen, Bernth (chacun 2), Cramer (1), Sandhøj, Andersen, Nielsen, Petersen II (chacun 0).
  - Arbitre  : Sehneider (Allemagne)

Journée 2, samedi 7 mars 1964, Prague
- à 17h15, Suisse - France 15-14 (9-6)
  - Suisse : Funk (GB) ; Seiler (4), Gemperle, Schmid (chacun 3), Wick, Walder (chacun 2), Rey (1), Altorfer, Kühner, Stebler (chacun 0).
  - France : Ferignac (GB) ; Etcheverry, Sylvestro (chacun 4), R. Lambert, Vignat (chacun 2), A. Sellenet, Portes (chacun 1), Chastanier, M. Lambert, Zellner (chacun 0).
  - Arbitre : Schneider (Allemagne)
- à 19h30, Tchécoslovaquie - Danemark 14-11 (7-7)
  - Tchécoslovaquie : Mareš, Brůna, Rážek (chacun 3), Duda (2), Herman, Frollo, Trojan (chacun 1).
  - Danemark[16] : Holst (GB) ; J. P. Hansen (4), Andersen (3[9] ou 2[16]), Nielsen (2), Sandhøj (1[9] ou 2[16]), Petersen (1), Bernth, Cramer, Graversen, Petersen II, J. O. Hansen (chacun 0).

Journée 3, lundi 9 mars 1964, Prague
- à 17h15, Danemark - France 26-13 (13-5)
  - Danemark[17] : Holst (GB) ; Petersen (9[10] ou 8[17]), J. P. Hansen (4), Nielsen, Skaarup, Sandhøj (chacun 3), Cramer (2[10] ou 3[17]), Bernth, Vodsgaard (chacun 1), Andersen, Petersen II (chacun 0).
  - France : Etcheverry, Mack (chacun 3), Sylvestro, R. Lambert (chacun 2), Vignat, Zellner, A. Sellenet (chacun 1).
- à 19h30, Suisse - Tchécoslovaquie 10-26 (3-15)
  - Suisse : Gemperle (chacun 3), Kühner (2), Wick, Wälder (chacun 1) ; Funk (GB), Wettstein (GB), Altorfer, Seiler, Schmid, Rey (chacun 0).
  - Tchécoslovaquie : Duda, Djakov (chacun 6), Rada (5), Trojan (3), Brůna, Frolo (chacun 2), Havlík, Mareš (chacun 1) ; Arnošt (GB), Vich, Beneš (chacun 0).

### Groupe D
|   | Équipe           | Pts | J | G | N | P | Bp | Bc | Diff | Dép  |
| - | ---------------- | --- | - | - | - | - | -- | -- | ---- | ---- |
| 1 | Roumanie         | 6   | 3 | 3 | 0 | 0 | 70 | 36 | 34   | /    |
| 2 | Union soviétique | 2   | 3 | 1 | 0 | 2 | 65 | 39 | 26   | 1,67 |
| 3 | Norvège          | 2   | 3 | 1 | 0 | 2 | 37 | 47 | -10  | 0,79 |
| 4 | Japon            | 2   | 3 | 1 | 0 | 2 | 40 | 90 | -50  | 0,44 |

Journée 1, vendredi 6 mars 1964, Pardubice
- à 17h00, Roumanie - URSS 16-14 (7-8)
  - Roumanie : Moser (4), Gruia, Hnat, Nodea, Otela (chacun 2), Costache, Jacob, Ivănescu, Popescu (chacun 1).
  - URSS : Lebedev (8), Veldre, Kontvainis, Matsejinskas, Tsertsvadze, Oussenko, Tsapenko (chacun 1).
- à 19h30, Norvège - Japon 14-18 (4-9)
  - Norvège : Hegnar (4), Svestad, Strøm, Uthberg, (chacun 2), Gulden, Graff-Wang (chacun 1), inconnu (2).
  - Japon : Takeno (9), Kitamura (5), Sumhiro (3), Higasohi (1).

Journée 2, samedi 7 mars 1964, Pardubice
- à 17h15, URSS - Japon 40-10 (23-6)
  - URSS : Tsertsvadze (10), Zelenov (9), Oussenko, Veldre (chacun 6), Reznikov (5), Matsejinskas (3), Kontvainis, Lebedev (chacun 1).
  - Japon : Sumihiro (3), Inoue, Taneko (chacun 2), Nii, Taguchi, Myiahara (chacun 1).
- à 19h30, Roumanie - Norvège 18-10 (11-7)
  - Roumanie : Hnat (4), Ivănescu, Oțelea, Gruia (chacun 3), Bulgaru (2), Costache, Nodea, Moser (chacun 1).
  - Norvège : Graff-Wang (3), Hegnar, Gulden, Ufhherg (chacun 2), Strøm (1).

Journée 3, lundi 9 mars 1964, Pardubice
- à 17h15, Norvège - URSS 13-11 (6-7)
  - Norvège : Hegnar (4), Gulden, Svestad (chacun 3), Aas, Uthberg, Johansen (chacun 1).
  - URSS : Matsejinskas (5), Zelenov (3), Lebedev (2), Reznikov (1).
- à 19h30, Japon - Roumanie 12-36 (7-16)
  - Japon : Takeno (6), Higashi (3), Inoue, Nil, Sumhiro (chacun 1)
  - Roumanie : Ivănescu (7), Gruia (7), Oțelea (5), Moser (4), Jacob (4), Costache, Nodea, Popescu (chacun 3).

## Tour principal

### Groupe 1
|   | Équipe               | Pts | J | G | N | P | Bp | Bc | Diff | Dép  |
| - | -------------------- | --- | - | - | - | - | -- | -- | ---- | ---- |
| 1 | Suède                | 4   | 3 | 2 | 0 | 1 | 46 | 42 | 4    | /    |
| 2 | Allemagne de l'Ouest | 3   | 3 | 1 | 1 | 1 | 45 | 41 | 4    | 1,10 |
| 3 | Yougoslavie          | 3   | 3 | 1 | 1 | 1 | 48 | 52 | -4   | 0,92 |
| 4 | Hongrie              | 2   | 3 | 1 | 0 | 2 | 42 | 46 | -4   | /    |

Journée 5, 11 mars 1964, Prague,
- à 15 h 30, Hongrie - Allemagne 19-15 (7-7)
  - Hongrie[11] : Fenyő (6), Adorján (4), Rácz (3), Vígh (2), Tamásdi, Stiller, Kovács, Baranyai ou Berkes (chacun 1) ; J. Kovács (GB), Dubán.
  - Allemagne : Lübking (6[18] ou 5[19]), Bahrdt (5), Mühleisen (1[18] ou 3[19]), Grill, Lukas (chacun 1), Graf (0[18] ou 1[19])
- à 19 h 15, Suède - Yougoslavie 23-18 (10-11)
  - Suède[20] : Almqvist (10), Carlsson (5), Jönsson (4), Kämpendahl (3), Nedvall (1)
  - Yougoslavie : Žagmešter (7), Milković, Djuranec (chacun 3), Dekaris (2), Bjegovic, Kocjan, Karadza (chacun 1).

Journée 6, 13 mars 1964, Prague
- à 15 h 30, Yougoslavie - Hongrie 16-15 (9-7)
  - Yougoslavie : Milković, Žagmešter (chacun 6), Stefanovic (2), Kardza, Djuranec (chacun 1) ; Mostarac (Banjanin), Kecman, Sarenkapa, Kocjan, Bjegovic.
  - Hongrie[11] : Fenyő (5), Adorján (4), Stiller (3), Klein, Rácz, Drobnits (chacun 1) ; J. Kovács, Vígh, Tímár, Baranyai, Tamásdi, Kesjar, Berkes (chacun 0).
  - Arbitre  : Nielsen (Norvège).
- à 19 h 15, Suède - Allemagne de l'Ouest 8-16 (5-8)[21]
  - Suède[22] : Almqvist (3), Karrström, Kämpendahl (chacun 2), Nedvall (1), Lindblom, Ring, Johannsson, Olsson, Jarlenius, Gustafsson, Danell (chacun 0)
  - Allemagne de l'Ouest : Lübking (6), Hönnige (4), Mühleisen, Lange (chacun 2), Grill, Graf (chacun 1), Struck, Lukas, Bahrdt (chacun 0).
  - Arbitre  : Jensen (Danemark)

### Groupe 2
|   | Équipe           | Pts | J | G | N | P | Bp | Bc | Diff |
| - | ---------------- | --- | - | - | - | - | -- | -- | ---- |
| 1 | Roumanie         | 6   | 3 | 3 | 0 | 0 | 57 | 44 | 13   |
| 2 | Tchécoslovaquie  | 4   | 3 | 2 | 0 | 1 | 47 | 42 | 5    |
| 3 | Union soviétique | 2   | 3 | 1 | 0 | 2 | 46 | 48 | -2   |
| 4 | Danemark         | 0   | 3 | 0 | 0 | 3 | 40 | 56 | -16  |

Journée 5, 11 mars 1964, Prague,
- à 20 h 30, Roumanie - Danemark 25-15 (10-7)
  - Roumanie : Moser (10) Ivănescu (6) Nodea (4) Oțelea (2) Hnat, Gruia, Jacob.
  - Danemark[23] : Holst (GB) ; J. P. Hansen (5) J. Petersen (4[18],[19] ou 3[23]), M. Nielsen (3), Bernth (2), Sandhøj (1), Skaarup (0[18],[19] ou 1[23]) ; Petersen, Andersen, Cramer, J. O. Hansen.
- à 17 h 00, Tchécoslovaquie - URSS 18-15 (9-8)
  - Tchécoslovaquie : Havlík, Djakov (chacun 4), Trojan (2[18] ou 3[19]), Mareš (2), Frollo (2), Duda (2[18] ou 1[19]), Rážek, Beneš (chacun 1)
  - URSS : Lebedev (4[18] ou 3[19]), Tsertsvadze (3), Zelenov, Veldre (2), Kontvajnis (1[18] ou 2[19]), Matsejinskas (2[18] ou 1[19]), Oussenko (0[18] ou 1[19]), Reznikov (1).

Journée 6, 13 mars 1964, Prague
- à 17 h 00, Danemark - URSS 14-17 (10-10)
  - Danemark[24] : Holst (GB) ; J. P. Hansen (5), M. Nielsen (4), J. Petersen (3[21] ou 1[24]), Skaarup (0[21] ou 2[24]), Svendsen (1), J. Nielsen (1) ; J. Petersen II, M. Petersen, Sandhøj, Andersen, Skaarup, Graversen (chacun 0).
  - URSS : Lebedev (5), Zelenov, Tsertsvadze (chacun 4), Veldre, Reznikov (chacun 2) ; Abaïchvili, Kontvajnis, Matsejinskas, Oussenko, Tsapenko (chacun 0).
  - Arbitre  : Sidea (Roumanie)
- à 20 h 30, Roumanie - Tchécoslovaquie 16-15 (9-7), 18 000 spectateurs
  - Roumanie : Moser (6), Jacob (3), Ivănescu, Hnat (chacun 2), Costache II, Nodea, Oțelea (chacun l) ; Redl, Popescu, Gruia.
  - Tchécoslovaquie : Duda (6), Mareš (4), Havlík (2), Beneš (1), inconnu (2) ; Arnošt, Trojan, Herman, Frolo, Vitoslavský, Rada.
  - Arbitre  : Janerstam (Suède)

## Finales

### Finale
| 15 mars 1964 17h30 | Roumanie      | 25 – 22 | Suède           | salle Julius Fučík, Prague Arbitrage : Horst-Günther Schneider |
| 15 mars 1964 17h30 | Moser, Hnat 7 | (14-13) | Rolf Almqvist 7 | salle Julius Fučík, Prague Arbitrage : Horst-Günther Schneider |
| 15 mars 1964 17h30 | Die Tat       |         |                 | salle Julius Fučík, Prague Arbitrage : Horst-Günther Schneider |

- Roumanie : Moser, Hnat (chacun 7), Costache II, Ivănescu, Nodea (chacun 3), Gruia, Jacob (chacun 1) ; Redl (GB), Tale (GB), Oțelea, Popescu.
- Suède[26] : Almqvist (7), Jarlenius (4), Carlsson, Karrström (chacun 3), Jönnsson, Kämpendahl (chacun 2), Arkevall (1) ; Lindblom (GB), Ring (GB), Collin, Nedvall (chacun 0).

### Match pour la3eplace
| 14 mars 1964 19h30 | Tchécoslovaquie       | 22 – 15 | Allemagne de l'Ouest | Prague Affluence : 18 500 Arbitrage : Pupič |
| 14 mars 1964 19h30 | Rada, Mareš, Seruga 4 | (8-7)   | Mühleisen 4          | Prague Affluence : 18 500 Arbitrage : Pupič |
| 14 mars 1964 19h30 | Die Tat               |         |                      | Prague Affluence : 18 500 Arbitrage : Pupič |

- Tchécoslovaquie : Vícha (GB) - Rada, Mareš, Seruga (chacun 4), Duda, Razek (chacun 3), Frolo, Havlík (chacun 2), Beneš, Trojan (chacun 0).
- Allemagne de l'Ouest : Delfs (GB) - Mühleisen (4), Schillmann (3), Lukas, Struck, Hönnige (chacun 2), Lange, Bahrdt (chacun 1), Grill, Graf (chacun 0).

### Match pour la5eplace
| 15 mars 1964 16h00 | Union soviétique | 27 – 18 | Yougoslavie | Prague |
| 15 mars 1964 16h00 | ?                | (13-9)  | ?           | Prague |
| 15 mars 1964 16h00 | Die Tat          |         |             | Prague |

Les statistiques ne sont pas connues.

### Match pour la7eplace
| 14 mars 1964 18h00 | Hongrie        | 14 – 23 | Danemark              | Prague Arbitrage : Pardubsky |
| 14 mars 1964 18h00 | András Fenyő 7 | (6-8)   | Jørgen Peter Hansen 8 | Prague Arbitrage : Pardubsky |
| 14 mars 1964 18h00 | Die Tat        |         |                       | Prague Arbitrage : Pardubsky |

- Hongrie[11] : Tímár (GB) ; Fenyő (7), Adorján (3), Kesjár (2), Klein, Marosi (chacun 1), Drobnits, Baranyai, Dubán, Vígh, Tamásdi (chacun 0).
- Danemark[28] : Holst (GB) ; J. P. Hansen (8), Cramer (5), Sandhøj (3), Svendsen, Petersen (chacun 2), Bemth, Andersen, J. Nielsen (chacun 1), J. Petersen II, M. Nielsen (chacun 0).

## Classement final
| Rang                      | Nation                | J | G | N | P | Bp  | Bc | Diff |  |
| ------------------------- | --------------------- | - | - | - | - | --- | -- | ---- |  |
| Médaille d'or, monde      | Roumanie              | 6 | 6 | 0 | 0 | 136 | 88 | +48  |  |
| Médaille d'argent, monde  | Suède                 | 6 | 3 | 0 | 3 | 104 | 90 | +14  |  |
| Médaille de bronze, monde | Tchécoslovaquie       | 6 | 5 | 0 | 1 | 118 | 81 | +37  |  |
| 4                         | Allemagne de l'Ouest  | 6 | 3 | 1 | 2 | 96  | 86 | +10  |  |
| 5                         | Union soviétique      | 6 | 3 | 0 | 3 | 124 | 89 | +35  |  |
| 6                         | Yougoslavie           | 6 | 2 | 2 | 2 | 102 | 96 | +6   |  |
| 7                         | Danemark              | 6 | 3 | 0 | 3 | 105 | 96 | +9   |  |
| 8                         | Hongrie               | 6 | 3 | 0 | 3 | 93  | 90 | +3   |  |
|                           |                       |   |   |   |   |     |    |      |  |
| 9                         | Islande               | 3 | 2 | 0 | 1 | 40  | 39 | +1   |  |
| 10                        | Allemagne de l'Est    | 3 | 1 | 1 | 1 | 44  | 35 | +9   |  |
| 11                        | Norvège               | 3 | 1 | 0 | 2 | 37  | 47 | –10  |  |
| 12                        | Suisse                | 3 | 1 | 0 | 2 | 38  | 56 | –18  |  |
| 13                        | Japon                 | 3 | 1 | 0 | 2 | 40  | 90 | –50  |  |
| 14                        | France                | 3 | 0 | 0 | 3 | 41  | 64 | –23  |  |
| 15                        | République arabe unie | 3 | 0 | 0 | 3 | 28  | 58 | –30  |  |
| 16                        | États-Unis            | 3 | 0 | 0 | 3 | 25  | 66 | –41  |  |

## Statistiques et récompenses
La liste des meilleurs buteurs varie suivant les sources :
- le Roumain Hans Moser (de) termine meilleur buteur avec vraisemblablement 32 buts[29],[30],[31],[32],[33], même s'il est parfois lui être crédité d'un total de 33[34],[35] voire 34[36],[37] réalisations ;
- la Yougoslave Josip Milković (de) a marqué 26[31], 27[37] ou 32[33],[35] buts, ce qui pourrait alors en faire un co-meilleur buteur. A noter qu'avant le match pour la 5e place, il totalise 22 buts[29] et qu'il doit avoir alors marqué 10 des 18 buts yougoslaves pour atteindre la barre des 32 buts ;
- le Hongrois András Fenyő a vraisemblablement marqué 31 buts[29],[11],[31],[37],[35], même si une source le crédite de 32 réalisations[33], ce qui pourrait alors aussi en faire un co-meilleur buteur ;
- le Danois Jørgen Peter Hansen a lui marqué 30 buts[29],[38],[31],[37],[35] ;
- le Suédois Rolf Almqvist a marqué 27[35],[39] ou 28 buts[29],[31],[37]. La différence provient peut-être du match contre l'Islande où il est crédité de 0[13] ou 1[9] but.

## Effectifs des équipes sur le podium

### Champion du monde:Roumanie
L'effectif de l'équipe de Roumanie, championne du monde, est,, :
- Ioan Bogolea (GB)
- Michael Redl (GB)
- Virgil Tale (GB)
- Aurel Bulgaru
- Mircea Costache I
- Mircea Costache II
- Gheorghe Gruia
- Virgil Hnat
- Petre Ivănescu
- Josef Jakob
- Hans Moser (de)
- Cezar Nica
- Olimpiu Nodea
- Cornel Oțelea
- Ion Popescu

Entraîneurs :  Ioan Kunst-Ghermănescu, Niculae Nedeff et Eugen Trofin

### Vice-champion du monde:Suède
L'effectif de l'équipe de Suède, vice-championne du monde, est :
- Lennart Augustsson (GB)
- Donald Lindblom (GB)
- Lennart Ring (GB)
- Rolf Almqvist
- Per-Ove Arkevall
- Gösta Carlsson
- Hans Collin
- Björn Danell
- Leif Gustafsson
- Kjell Jarlenius
- Bengt Jackloo Johansson[41]
- Kjell Jönsson
- Gunnar Kämpendahl
- Lennart Kärrström
- Bengt Nedvall
- Stig-Lennart Olsson

Entraîneur :  Curt Wadmark

### Troisième place:Tchécoslovaquie
L'effectif de l'équipe de Tchécoslovaquie, médaille de bronze, est :
- František Arnošt (GB)
- Jiří Vícha (GB)
- Ladislav Beneš
- František Brůna
- Zdeněk Černý
- Jiří Djakov
- Václav Duda
- Antonín Frolo
- Rudolf Havlík
- František Herman
- Vojtěch Mareš (cs)
- Zdeněk Rada
- Jaroslav Rážek
- Vladimír Seruga
- Josef Trojan
- Jan Vitoslavský

Entraîneurs :  Jaroslav Mráz et Bedřich König.

### Quatorzième place:France
L'effectif de l'équipe de France, quatorzième, était :	
- Jean Férignac (GB, Paris UC)
- Richard Armbruster (GB, AS Mulhouse)
- René Richard (US Ivry)
- Max Vignat (Lyon)
- Jean-Jacques Brunet (AS Police Paris)
- Pierre Mack (FC Mulhouse)
- Maurice Chastanier (AS Police Paris)
- Marc Lambert (Paris UC)
- Roger Lambert (FC Sochaux)
- Jean-Pierre Etcheverry (FC Sochaux)
- Maurice Portes (Stade Marseillais UC)
- André Sellenet (CSL Dijon)
- Maurice Zellner (US Ivry)
- Jean-Claude Hoinant (Villemomble Sports)
- Alain Soulié (Stade Marseillais UC).

Entraîneur :  ?